# 3-я гренадерская артиллерийская бригада
3-я Гренадерская артиллерийская бригада — гренадерское артиллерийское соединение в составе Русской армии.
Ранее — 3-я полевая артиллерийская бригада, для 3-й пехотной дивизии. Дислокация: Ростов Ярославской губернии, Московский военный округ.

## История
- 14.02.1811 — Бригада сформирована при переформировании артиллерии как 3-я Полевая артиллерийская бригада в составе 3-й пехотной дивизии.
- 03.04.1814 — Переведена в состав 3-й Гренадерской дивизии.
- 10.02.1816 — Установлено нижним чинам иметь на кивере подбородочный ремень с чешуёй.
- 16.06.1816 — Установлено чинам бригады иметь на киверах султаны.
- 1817 — Придана Гренадерскому корпусу, расквартирована в Московской губернии.
- 18.04.1819 — 3-я Гренадерская артиллерийская бригада в составе Гренадерской артиллерийской дивизии.
- 11.02.1824 — Образован округ военных поселений 2-й и 3-й Гренадерских дивизий в Старорусском уезде.
- 17.12.1826 — Бригада выведена из состава военных поселений и придана 3-й Гренадерской дивизии в составе 1-й армии.
- 15.11.1827 — Бригада возвращена в состав поселенной Гренадерской артиллерийской дивизии. Расквартирована в г. Осташков Тверской губернии.
- 08.08.1843 — Нижним чинам гренадерских формирований, установлено на погонах иметь шифровку курсивом.
- 13.01.1864 — Гренадерская артиллерийская дивизия упразднена. Бригада вошла в состав 2-го Резервного корпуса.
- 10.08.1864 — Упразднён 2-й Резервный корпус. Бригада вошла в состав Варшавского военного округа (ВарВО).
- 1866 — Бригада расквартирована в г. Сувалки ВарВО.
- 14.03.1867 — В артиллерии Русской армии введены для всех батарей нарезные орудия, заряжающиеся с казенной части.
- 1870 — Бригада переведена в г. Августов.
- 1877 — Расквартирована в г. Люблин.
- 19.02.1877 — Вошла в состав восстановленного Гренадерского корпуса.
- 1878 — Участвовала в русско-турецкой войне 1877 — 1878 гг. Была при Плевне.
- 1880 — Расквартирована в Рязани.
- 1897 — Расквартирована в г. Ростов Ярославской губернии.
- 26.10.1907 — Чинам гренадерских артиллерийских формирований, установлены на форме одежды пуговицы с гренадой и пушками.
- 10.03.1909 — Чинам 3-й артбригады, на погоны и эполеты присвоена шифровка состаящая из специального знака гренадерской артиллерии и цифры 3.
- 1910 — Вошла в состав вновь образованного 25-го армейского корпуса.
- 07.11.1912 — Всем чинам Гренадерских формирований Артиллерии, восстановлены алые поперечные клапаны на обшлагах мундиров.
- 07.08.1914 — В составе 25-го армейского корпуса подчинена командующему 5-й армии Юго-Западного фронта.
- 18.09.1914 — В составе корпуса передана в 9-ю армию Юго-Западного фронта.
- 14.02.1915 — При переформировании 9-й армии корпус передан в 4-ю армию Юго-Западного фронта.
- 11.05.1915 — 4-я армия передана в состав Северо-Западного фронта.
- 11.08.1915 — При разделении Северо-Западного фронта 4-я армия включена в состав Западного фронта.
- 1916 — Корпус передан в состав 3-й армии Западного фронта.
- 11.06.1916 — 3-я армия передана в состав Юго-Западного фронта.
- 30.07.1916 — 3-я армия передана в состав Западного фронта.
- 20.08.1916 — 25-й армейский корпус прибыл на Юго-Западный фронт.
- 21.08.1916 — Корпус вошел в состав Особой армии Юго-Западного фронта.

## Состав (года)

### 1811
- Батарейная № 3 рота (бывшая Батарейная рота штабс-капитана Таубе из 4-й артиллерийской бригады)
- Лёгкая № 5 рота (бывшая Лёгкая рота штабс-капитана Глазатова из 4-й артиллерийской бригады)
- Лёгкая № 6 рота (бывшая Лёгкая рота майора Дитерикса 6-го из Санкт-Петербургской резервной артиллерийской бригады)

### 1812
- Батарейная № 3 рота (взамен выбывшей Батарейной № 3 роты; бывшая Батарейная № 1 рота из 1-й Полевой Артиллерийской бригады)
- Лёгкая № 5 рота
- Лёгкая № 6 рота

### 1814
- Батарейная № 3 рота (бывшая Батарейная № 47 рота из 3-й запасной артиллерийской бригады)
- Лёгкая № 5 рота (бывшая Лёгкая № 43 рота из 23-й полевой артиллерийской бригады)
- Лёгкая № 6 рота (бывшая Лёгкая № 16 рота из 9-й полевой артиллерийской бригады)

### 1815
- Батарейная № 3 рота
- Батарейная № 40 рота (из резерва)
- Лёгкая № 5 рота
- Лёгкая № 6 рота

### 1816
- Батарейная № 5 рота (бывшая Батарейная № 3 рота)
- Батарейная № 6 рота (бывшая Батарейная № 40 рота)
- Легкая № 5 рота (бывшая Лёгкая № 6 рота)
- Легкая № 6-го рота (без орудий)

### 1819
- Батарейная № 1 рота (бывшая Батарейная № 5 рота)
- Батарейная № 2 рота (бывшая Батарейная № 6 рота)
- Лёгкая № 3 рота (бывшая Лёгкая № 5 рота)
- Парочная Батарейная № 4 рота (бывшая Батарейная № 61 рота из резерва)
- Резервная Батарейная № 5 рота (бывшая Лёгкая № 6 рота)

### 1833
- Батарейная № 5 батарея (бывшая Батарейная № 1 рота)
- Батарейная № 6 батарея (бывшая Батарейная № 2 рота)
- Лёгкая № 5 батарея (бывшая Лёгкая № 3 рота)
- Лёгкая № 6 батарея (сформирована из 3-го дивизиона Легкой № 3 роты и 3-го дивизиона Резервной № 1 роты 2-й Гренадерской Артиллерийской бригады)
- Резервная № 3 батарея (сформирована из резервных поселённых рот и парочных батарейных рот Гренадерской артиллерийской дивизии)
- Подвижной Запасной парк (бывшая Парочная батарейная № 4 рота из 23-й Полевой артиллерийской бригады)

### 1855
- Батарейная № 5 батарея
- Батарейная № 6 батарея
- Лёгкая № 5 батарея
- Лёгкая № 6 батарея
- Лёгкая № 9 батарея (вновь сформирована)

### 1856
- Батарейная № 5 батарея
- Батарейная № 6 батарея
- Лёгкая № 5 батарея
- Лёгкая № 6 батарея
- Облегчённая № 9 батарея

### 1857
- Батарейная № 5 батарея
- Батарейная № 6 батарея
- Облегчённая № 3 батарея (бывшая Облегчённая № 9 батарея)

### 1863
- 1-я Батарейная батарея (бывшая Батарейная № 5 батарея)
- 2-я Батарейная батарея (бывшая Батарейная № 6 батарея)
- Нарезная лёгкая батарея (бывшая Облегчённая № 3 батарея)

### 1870
- 1-я Батарейная батарея (бывшая Батарейная № 5 батарея)
- 2-я Батарейная батарея (бывшая Батарейная № 6 батарея)
- Нарезная лёгкая батарея (бывшая Облегчённая № 3 батарея)
- 4-я батарея (скорострельная, вновь сформирована)

### 1873
- 1-я батарея (бывшая 1-я Батарейная батарея)
- 2-я батарея (9-ти-фунтовая, вновь сформирована)
- 3-я батарея (9-ти-фунтовая, вновь сформирована)
- 4-я батарея (бывшая 2-я Батарейная батарея)
- 5-я батарея (бывшая Нарезная лёгкая батарея)
- 6-я батарея (бывшая 4-я батарея)

### 1895
- 1-й дивизион
  - 1-я батарея
  - 2-я батарея
  - 3-я батарея
- 2-й дивизион
  - 4-я батарея
  - 5-я батарея
  - 6-я батарея

### 1917
Сформирована 7-я батарея

## Командиры
- 14.02.1811 — 25.04.1811 — подполковник Дитерихс, Андрей Иванович
- 25.04.1811 — 01.10.1813 — подполковник (с 13.05.1813 полковник) барон фон Торнау (Торнов), Фёдор Егорович (Григорьевич)
- 01.10.1813 — 23.09.1814 — полковник Вельяминов, Николай Степанович
- 23.09.1814 — 02.05.1816 — полковник Богдановский, Григорий Васильевич
- 02.05.1816 — 10.12.1816 — полковник Арапетов, Павел Иванович
- 10.12.1816 — 18.04.1826 — полковник Левшин, Иван Григорьевич
- 18.04.1826 — хх.хх.1827 — подполковник Филипов, Николай Фёдорович
- хх.хх.1827 — 09.09.1830 — подполковник (с 25.06.1827 полковник) Яминский, Никанор Васильевич
- хх.хх.хххх — 03.03.1835 — полковник Ловцов, Николай Петрович
- 05.05.1835 — 30.04.1838 — полковник (с 06.12.1837 генерал-майор) Быков, Григорий Михайлович
- 17.05.1838 — 25.03.1839 — полковник Сикстель, Василий Христианович
- 25.03.1839 — 13.02.1843 — полковник Мессершмидт, Александр Карлович
- 13.02.1843 — 06.09.1849 — полковник ( с 06.12.1847 генерал-майор) Бриммер, Ермолай Яковлевич
- 06.09.1849 — 17.01.1855 — полковник ( с 06.12.1850 генерал-майор) Грязнов, Егор Иванович
- 12.03.1855 — хх.01.1867 — полковник (с 08.11.1861 генерал-майор) Максимович, Михаил Степанович
- 10.01.1867 — 07.12.1879 — полковник (с 22.06.1875 генерал-майор) Сидоров, Николай Петрович
- хх.хх.1880 — 16.06.1888 — генерал-майор Ермолов, Виктор Алексеевич
- 20.06.1888 — 07.08.1888 — генерал-майор Баумгартен, Александр Трофимович
- 07.08.1888 — 10.03.1895 — генерал-майор Суражевский, Алексей Павлович
- 14.03.1895 — 18.05.1899 — генерал-майор Вогак, Сергей Константинович
- 14.06.1899 — 22.06.1902 — полковник (с 06.04.1900 генерал-майор) Кондрацкий, Кондрат Калистратович
- 22.06.1902 — 30.03.1904 — генерал-майор Потулов, Пётр Петрович
- 30.03.1904 — 02.05.1904 — полковник Сухинский, Пётр Васильевич
- 02.05.1904 — 29.12.1905 — генерал-майор Букин, Иван Васильевич
- 04.01.1906 — 16.10.1906 — полковник Мейстер, Александр Рейнгольдович
- 04.11.1906 — 24.05.1910 — полковник (с 31.05.1907 генерал-майор) Куракин, Николай Иванович
- 04.06.1910 — 11.07.1912 — генерал-майор Смысловский, Евгений Константинович
- 05.08.1912 — 24.06.1915 — генерал-майор Илькевич, Николай Андреевич
- 08.07.1915 — 08.06.1917 — полковник (с 01.09.1915 генерал-майор) Руднев, Сергей Васильевич
- хх.хх.1917 — хх.хх.1918 — полковник Вейсбах, Александр Михайлович